# Elva Goulbourne
Elva Elizabeth Goulbourne (verheiratete Goulbourne-Rose; * 21. Januar 1980 im Saint Ann Parish) ist eine ehemalige jamaikanische Weitspringerin, die wegen ihrer Sprintstärke auch in der 4-mal-100-Meter-Staffel startete.
1999 gewann sie Bronze bei den Panamerikanischen Spielen in Winnipeg, und 2000 wurde sie Neunte bei den Olympischen Spielen in Sydney.
Im Jahr darauf wurde sie Zentralamerika- und Karibikmeisterin. Bei den Weltmeisterschaften 2001 in Edmonton wurde sie Zehnte und trug mit einem Einsatz im Vorlauf der 4-mal-100-Meter-Staffel zum Gewinn der Bronzemedaille für das jamaikanische Team bei.
2002 gewann sie bei den Commonwealth Games in Manchester Gold im Weitsprung und Silber in der 4-mal-100-Meter-Staffel, 2003 verteidigte sie ihren Titel bei den Zentralamerika- und Karibikmeisterschaften, schied jedoch bei den Weltmeisterschaften in Paris/Saint-Denis in der Qualifikation aus.
Wegen einer Verletzung verzichtete sie auf eine Teilnahme an den Olympischen Spielen 2004 in Athen. 2005 holte sie Silber bei den Zentralamerika- und Karibikmeisterschaften und wurde Elfte bei den Weltmeisterschaften in Helsinki.
2007 wurde sie Vierte bei den Panamerikanischen Spielen in Rio de Janeiro und schied bei den Weltmeisterschaften in Ōsaka in der ersten Runde aus.
Für die Auburn University startend wurde sie 2002 und 2003 NCAA-Meisterin in der Halle und im Freien; 2003 holte sie außerdem den NCAA-Hallentitel im Dreisprung.

## Bestleistungen
- 60 m: 7,23 s, 14. März 2003, Fayetteville
- 100 m: 11,20 s, 20. Juni 2003, Kingston
- 200 m: 22,98 s, 12. April 2003, Tempe
  - Halle: 23,93 s, 23. Februar 2002, Fayetteville
- Weitsprung: 7,16 m, 22. Mai 2004, Mexiko-Stadt
  - Halle: 6,91 m, 23. Februar 2002, Fayetteville
- Dreisprung (Halle): 13,78 m, 15. März 2003, Fayetteville